# Visnar ängar
Visne ängar är ett utmarksområde i Alskogs socken på Gotland, öster om den nu utdikade Visne myr.
På äldre kartor fanns här åker, äng och hagmark på ett sätt som antyder att det kan handla om en medeltida ödegård liknande Fjäle i Ala. Ett tiotal husgrunder fördelade på fyra grupper som visar på fyra olika gårdsbebyggelser. En av husgrunderna undersöktes arkeologiskt på 1930-talet och daterades då till äldre järnålder. I anslutning till en av gårdarna påträffades resterna av två bildstenar av vikingatida typ som stått på platsen. Längre norr om denna plats finns huslämningar, som troligen är medeltida.
Enligt lokala sägner skall Visne ha varit en egen socken vars befolkning utplånats av digerdöden.